# Nicolae Bălcescu
Nicolae Bălcescu (n. 29 iunie 1819, București – d. 29 noiembrie 1852, Palermo) a fost un istoric, scriitor și revoluționar român. Alături de fratele său mai mic, Barbu, a participat la Revoluția din 1848. Prin capodopera sa Românii supt Mihai Voievod Viteazul, Bălcescu l-a impus în canonul național pe voievodul Mihai Viteazul.

## Viața
Născut în București, într-o familie de mici boieri, era fiul pitarului Barbu și al „serdăresei” Zinca Petreasca-Bălcescu. Va lua numele de familie al mamei sale, originară din Bălcești, Vâlcea, în locul celui al tatălui, Petrescu. Tatăl lui Nicolae Bălcescu a murit în anul 1824. Nicolae Bălcescu avea doi frați: Costache și Barbu, precum și două surori: Sevasta și Marghioala. Într-un alt document se mai pomenește și de o altă soră: Eleni.
Studiază la Colegiul Sfântul Sava, începând cu 1832, fiind pasionat de istorie, avându-l coleg pe Ion Ghica, iar ca profesori, între alții, pe Ion Heliade Rădulescu. La 19 ani intră în armată, iar în 1840 participă, alături de Eftimie Murgu, Marin Serghiescu Naționalul, la conspirația lui D. Filipescu, care este descoperită, și este închis la Mănăstirea Mărgineni, unde a rămas doi ani, până la 21 februarie 1843, la plecarea domnitorului Alexandru D. Ghica și venirea lui  Gheorghe Bibescu . 

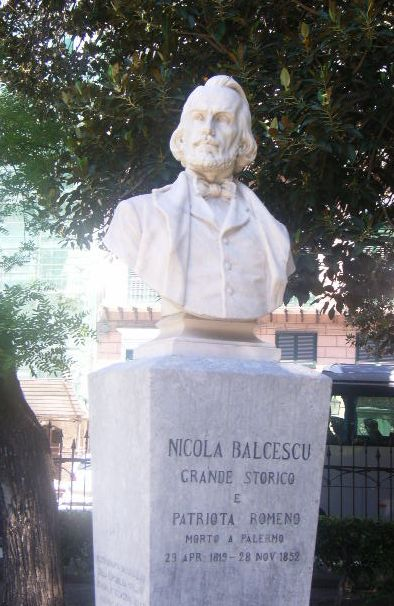
Bustul lui Nicolae Bălcescu, la Palermo, în Sicilia

După ce este eliberat înființează împreună cu Ion Ghica și Christian Tell o altă organizație secretă numită Frăția, călătorește prin toate teritoriile locuite de români: Țara Românească, Moldova, Transilvania, Bucovina, precum și prin Franța și Italia și studiază istoria, fiind editor, alături de August Treboniu Laurian, al unei reviste de istorie numită Magazin istoric pentru Dacia, apărută începând cu 1844.
În Franța s-a implicat în revoluția din februarie 1848. Inspirat de această revoluție s-a întors la București pentru a participa la revoluția din 11 iunie, fiind timp de două zile ministru de externe și secretar de stat al guvernului provizoriu instaurat de revoluționari. Va fi de partea liberalilor, dorind împroprietărirea țăranilor și vot universal. Despre Revoluția română de la 1848, Nicolae Bălcescu s-a exprimat în acești termeni: „Revoluția română de la 1848 n-a fost un fenomen neregulat, efemer, fără trecut și viitor, fără altă cauză decât voința întâmplătoare a unei minorități sau mișcarea generală europeană. Revoluția generală fu ocazia, iar nu cauza revoluției române. Cauza ei se pierde în zilele veacurilor”.
În același an i s-a născut la Pesta un fiu, Bonifaciu Florescu, rezultat din relația sa cu Luxița Florescu, fiica marelui agă Iordache Florescu.
Arestat la 13 septembrie 1848 de autoritățile Imperiului Otoman care au înăbușit revoluția, reușește să evadeze și să treacă în Transilvania, de unde a fost expulzat apoi de autoritățile habsburgice.
În primele luni ale anului 1849, trece prin Trieste, Atena și ajunge la Constantinopol. Apoi, la Debrețin, se întâlnește cu Lajos Kossuth, conducătorul revoluției maghiare, încercând un aranjament „pacificator” între revoluționarii români transilvani și cei maghiari. Lajos Kossuth îi face lui Bălcescu o impresie bună și este de acord cu „proiectul” revoluționarului român.
La 2 iulie 1849 se găsește la Pesta, unde este semnat „proiectul de pacificare”, un acord româno-maghiar cu revoluționarii unguri. Avram Iancu și revoluționarii săi se declară de acord să rămână neutri față de acțiunile militare ale maghiarilor, dar aceștia nu își respectă promisiunile și se ajunge din nou la conflict. În același timp însă trupele imperiale contrarevoluționare habsburgice și ruse intră în Transilvania și revoluția maghiară condusă de Kossuth este înfrântă.
Ca istoric, marea sa operă a fost „Românii supt Mihai-Voievod Viteazul”, pe care a scris-o în exil, începând cu 1849, rămasă în manuscris și publicată de Alexandru Odobescu, în 1861 - 1863.
Se exilează la Paris, unde încearcă să coaguleze forțele revoluționare europene aflate în exil, pentru întemeierea unei confederații europene. Cu un pașaport eliberat la Paris, la 27 septembrie 1850, „au nom de Sa Majesté l'Empereur des Ottomans”, în primăvara lui 1852, pleacă la Constantinopol, de aici, la Galați și încearcă să pătrundă în Țara Românească, însă autoritățile nu-i permit, deși e bolnav și vrea să o vadă pe mama sa, în vârstă și bolnavă. Medicii îi sfătuiesc să se stabilească în Italia, unde clima e mult mai blândă. Trece prin Malta, Napoli și se stabilește la Palermo, în Sicilia, la hotelul „Alla Trinacria”. Moare la Palermo de tuberculoză la vârsta de 33 de ani.

## Posteritatea
În anul 1977, antropologul Cantemir Riscuția a făcut parte dintr-o delegație română plecată la Palermo pentru a descoperi locul în care se spunea ca ar fi înmormântat Bălcescu. Totul pornise de la mărturia unui marinar, care credea ca trupul românului mort în exil se afla în galeria de mumii a călugărilor capucini. Riscuția a analizat 2.000 de schelete, dar nici unul nu se potrivea trăsăturilor lui Nicolae Bălcescu. Într-un final, s-a considerat că românul fusese înmormântat într-o groapă comună. Trupul lui Nicolae Bălcescu nu a mai fost scos la lumină.

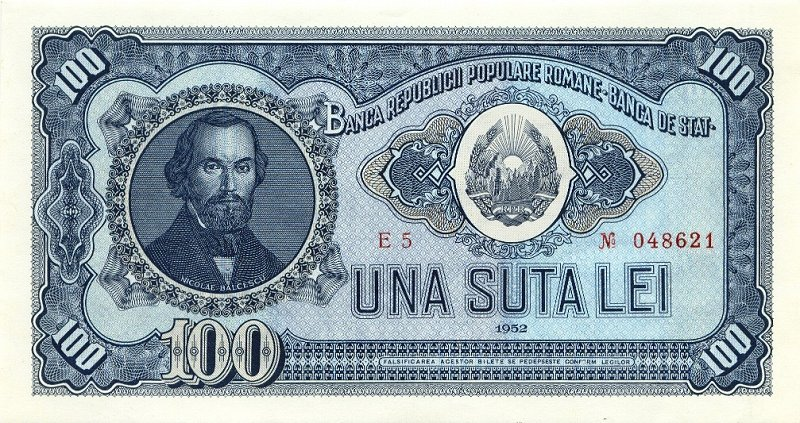
Nicolae Bălcescu pe bancnota de 100 de lei, România, 1952

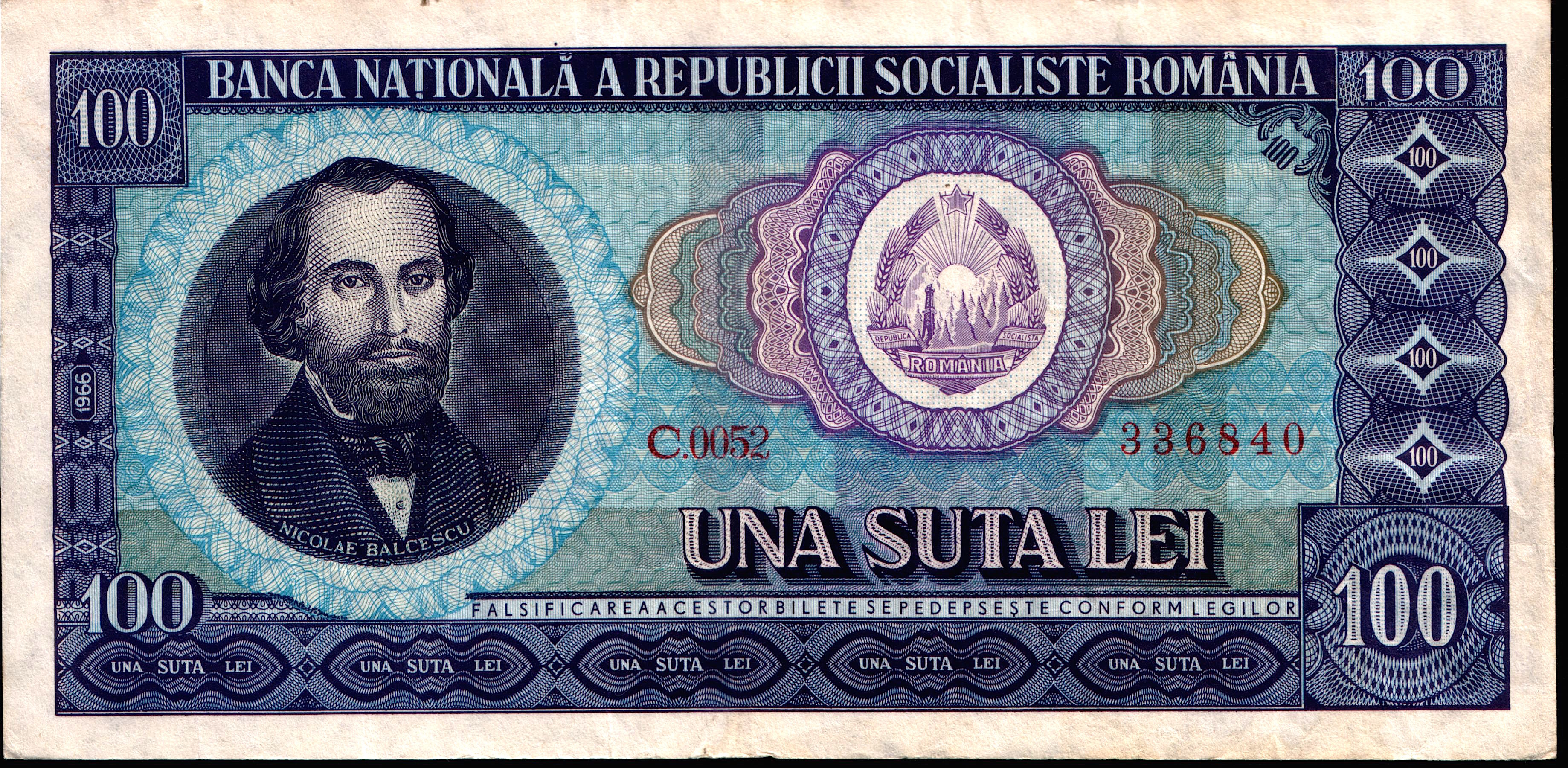
Nicolae Bălcescu pe bancnota de 100 de lei, România, 1966

Ideologii comunismului românesc, sprijinindu-se pe unele lucrări ale lui Karl Marx,îl considerau pe Nicolae Bălcescu drept un înaintaș al idealului comunist român. De aceea, prima emisiune numismatică a Republicii Populare Române este dedicată lui Nicolae Bălcescu (o medalie / monedă de argint, cu diametrul de 38 mm, greutatea de 25 g, iar titlul de 835‰, restul de 165‰ fiind cupru), tirajul fiind de 500.000 de exemplare. Pe bancnotele românești, cu valoare nominală de 1.000 de lei, ediția 1950, precum și pe cele de 100 de lei, edițiile 1952 și 1966, a fost gravat portretul lui Nicolae Bălcescu. Peste 10 localități rurale, precum și străzi și instituții de învățământ din România comunistă au primit numele lui Nicolae Bălcescu, în memoria revoluționarului pașoptist.

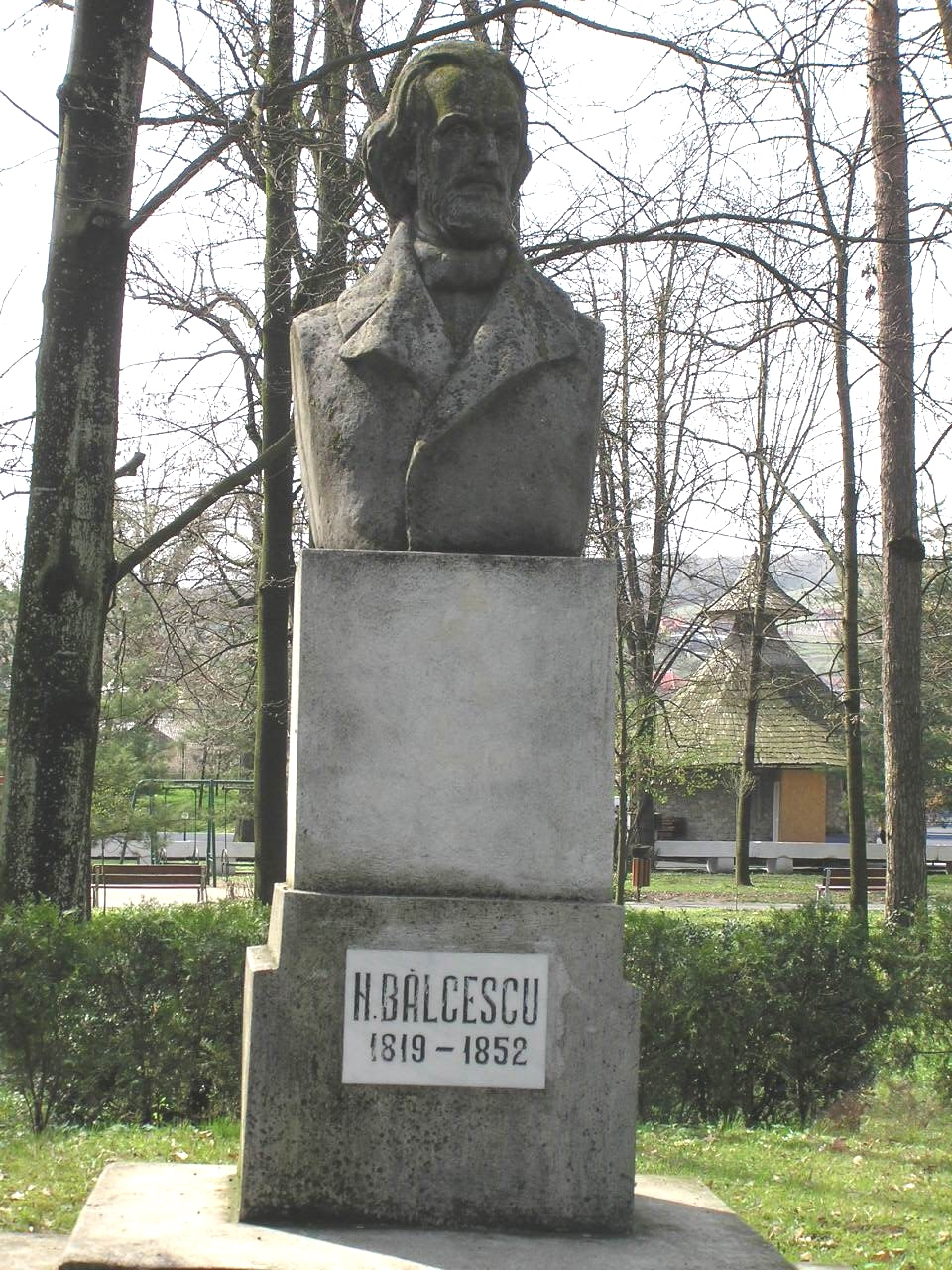
Bustul lui Nicolae Bălcescu din parcul „Zăvoi“ al orașului Râmnicu Vâlcea

Iată un exemplu de caracterizare făcută de către ideologia comunistă lui Nicolae Bălcescu: „Nicolae Bălcescu este figura cea mai luminoasă a revoluției de la 1848. E tipul revoluționarului care, înțelegând mersul istoriei, și-a dat seama că adevărata revoluție trebuie să se sprijine pe forța poporului, să-i exprime năzuințele și drepturile. Bolnav de ftizie, având de îndurat lipsurile și greutățile exilului, în preajma ultimei sale călătorii spre țărmurile cu climă blândă ale Mediteranei, unde își va da sfârșitul, Nicolae Bălcescu ne apare în acest portret [Portretul lui Nicolae Bălcescu realizat de Gheorghe Tăttărescu în 1851, n.n.] cu fruntea vastă de gânditor, dominată de focul privirii, cu ochii mari, pătrunzători, care exprimă o adâncă viață interioară.Acest portret, de o mare sobrietate, nu ne transmite numai imaginea personajului, ci și admirația pictorului pentru adevăratul conducător al revoluției de la 1848. Lucrat cu măiestrie, portretul exprimă personalitatea vastă de gânditor și de luptător al lui Nicolae Bălcescu și se înscrie în galeria portretelor psihologice de seamă din istoria picturii noastre.”
În anul 2015, Academia Română repară o eroare seculară și îi acordă titlul de membru post-mortem.

La 7 octombrie 2019, cu ocazia Sesiunii solemne organizate cu ocazia bicentenarului nașterii lui Nicolae Bălcescu, Academia Română declară: 
„ Nicolae Bălcescu (1819-1852), istoric, scriitor și diplomat român, rămâne unul dintre simbolurile Revoluției de la 1848. S-a remarcat drept un intelectual dedicat întru totul cauzei revoluționare, participând la elaborarea proiectului de constituție a țărilor române, și un militant în afirmarea autonomiei și pregătirea proclamării independenței, în adoptarea votului universal și împroprietărirea țăranilor. ”— Biroul de comunicare al Academiei Române ,  7 octombrie 2019
Revista Academica, editată cu această ocazie, are în deschidere cuvântările susținute de cei mai importanți academicieni ai momentului: Acad. Ioan-Aurel Pop - Președintele Academiei Române, Acad. Dan Berindei - Președintele de onoare al Secției de științe istorice și arheologie, Acad.Victor Spinei - Vicepreședinte al Academiei Române, Acad.Eugen Simion - Președintele Secției de filologie și literatură, precum și Dr. Alexandru Mamina - Institutul de Istorie „Nicolae Iorga".

## Cronologie
- 29 iunie 1819 - Se naște la București Nicolae Bălcescu, fiul pitarului Barbu sin Petre căpitanul și al Zincăi Bălcescu. Fiul ia numele mamei, tatăl murind de timpuriu. Urmează Colegiul de la Sf. Sava, având profesori pe Florian Aaron și pe Ion Heliade Rădulescu; portretul lui Bălcescu la adolescență i-l face Ion Ghica într-una din Scrisorile sale.
- 1838 - După colegiul Sf. Sava este iuncher în oștirea română.
- 1840 - Împreună cu Cezar Bolliac și Eftimie Murgu, participă la conspirația lui D. Filipescu, dar aceasta eșuând, urmează o detenție la mănăstirea Mărgineni, unde sănătatea i se zdruncină.
- 1843 - Împreună cu Ion Ghica și cu Cristian Tell întemeiază societatea secretă Frăția, care avea în vedere pregătirea mișcărilor revoluționare de la 1848.
  - Ia ființă la București Societatea literară care avea legături directe cu Frăția.
- 1844 - Apare în Propășirea, revista lui Kogălniceanu și a lui Alecsandri, prima scriere istorică, Puterea armată și arta militară de la întemeierea Prințipatului Valahiei și până acum, pe care Iorga o consideră „un minunat capitol de istorie, care n-ar sta tocmai rău nici sub condeiul unui istoric de azi“. În Propășirea apare studiul lui Bălcescu Comentarii asupra bătăliei de la Câmpia Rigăi sau Coșovo.
- 1845 - 1847 - Își desfășoară activitatea Asociația literară, al cărei comitet era alcătuit din C.G. Filipescu, Șt. Golescu, Iancu Văcărescu și I. Voinescu II, între membrii căreia se afla și Nicolae Bălcescu.
  - Se înființează la Paris Societatea studenților români al cărei președinte era Ion Ghica; Bălcescu a fost membru al acesteia.
- 1845 - Împreună cu August Treboniu Laurian editează revista Magazin istoric pentru Dacia, unde apar tipărite pentru prima oară cronici muntenești și moldovenești. Aici Bălcescu publică biografii istorice: Ioan Tăutu, Miron Costin, Spătarul Ioan Cantacuzino, Postelnicul Constantin Cantacuzino.
  - Sub îngrijirea lui Bălcescu și a lui Laurian apare primul volum din Cronicarii Țării Românești.
- 1846 - Tot în Magazin... Bălcescu publică Despre starea socială a muncitorilor plugari în Principatele Române în deosebite timpuri.
  - N. Bălcescu începe redactarea operei sale capitale, Românii supt Mihai Voievod Viteazul.
- 1847 - Face o călătorie de studii în Franța și în Italia.
- 1848, februarie - Participă la revoluția din Paris.
  - Apare Poporul suveran, revistă condusă de Dimitrie Bolintineanu, prin care se promovau ideile mișcării revoluționare de la 1848. Aici, Bălcescu publică articolele Despre împroprietărirea țăranilor și Drepturile românilor către Înalta Poartă.
  - iunie - septembrie - Nicolae Bălcescu este fruntașul mișcării revoluționare din Țara Românească; aceasta fiind înfrântă, Bălcescu este exilat la Paris; apoi, agravându-i-se boala de plămâni, se stabilește pe mici perioade de timp în diverse localități din Franța și Italia.
- 1849 - Împreună cu Ștefan Golescu și cu Ion Brătianu, Nicolae Bălcescu face parte din comitetul periodicului La Tribune des Peuples, editat de scriitorul polonez Adam Mickiewicz.
- 1850 - Apare la Paris studiul Question économique des Principautés Danubiennes
  - Tot la Paris, sub conducerea lui Bălcescu și a mai multor exilați, apare România viitoare, într-un singur număr; aici, au fost publicate câteva opere importante ale literaturii române Cântarea României, de Alecu Russo (versiune franceză), Mersul revoluției în istoria românilor, de Nicolae Bălcescu și La o pasere trecătoare, de D. Bolintineanu.
- 1851 - Se înființează la Paris, sub îndrumarea lui Bălcescu, Junimea română, societate politică și culturală a tinerilor; printre aceștia se numără și Al. I. Odobescu, un împătimit admirator al lui Bălcescu.
- 1852 - Moare la Palermo Nicolae Bălcescu, întemeietor al istoriografiei moderne, principalul animator al revoluției de la 1848, un patriot ardent, martir al neamului.

A murit la Palermo, dar nu a fost îngropat la groapa săracilor cum s-a scris, ci transportat la mânăstirea Capucinilor, specializată în mumificări. Mumia lui se poate vedea și astăzi în galeria acelei mânăstiri, cu mențiunea: "Nicolae Bălcescu, prim ministru al Valachiei".
- 1861 - 1863 - Apare postum, în Revista română a lui Odobescu, Românii supt Mihai-Voievod Viteazul.
- 1877 - Al. I. Odobescu îngrijește editarea în volum a celei mai importante scrieri a lui Bălcescu, Românii supt Mihai-Voievod Viteazul, volum tipărit în 1877.

## Nicolae Bălcescu în literatură
- Camil Petrescu, Bălcescu (piesă de teatru), 1948;
- George Călinescu, Iubita lui Bălcescu (nuvelă), 1949;
- Camil Petrescu, Un om între oameni (roman rămas neterminat), 1953-1957;
- Eugen Jebeleanu, Bălcescu (poem, 1952).

## Notafilie
După instaurarea regimului comunist în România, pentru sublinierea personalității lui Nicolae Bălcescu în calitate de înaintaș al ideologiei comuniste, au fost emise, pe rând, trei bancnote care aveau gravată efigia pașoptistului: este vorba despre bancnotele cu valoarea nominală de 1.000 de lei, din emisiunea 1950, precum și de cele cu valoarea nominală de 100 de lei, din emisiunile 1952 și 1966.

## Numismatică
- 1948: Cu prilejul împlinirii primului centenar de la Revoluțiile de la 1848, noile autorități comuniste ale României au emis o medalie / monedă de argint, cu diametrul de 38 mm, greutatea de 25 g, iar titlul de 835‰ (restul de 165‰ fiind cupru), cu marginea netedă, într-un tiraj de 500.000 de exemplare, având pe avers efigia lui Nicolae Bălcescu, circular, textul CENTENARUL ANULUI REVOLUTIONAR 1848, iar de o parte și de alta a efigiei se poate citi numele personalității aniversate:  NICOLAE BALCESCU; deasupra umărului stâng se află inițialele H.I., ale gravorului Haralamb Ionescu. Pe revers se află stema noului stat comunist român, iar circular au fost gravate inscripția REPUBLICA POPULARA ROMANA, milesimul 1948 și două stele în cinci colțuri. Medalia are toate caracteristicile unei monede, cu excepția valorii nominale, care lipsește. Numărul mare de exemplare emise se explică și prin dorința noilor autorități de a face cunoscută poziția lor față de cel care a fost revoluționarul Nicolae Băcescu, considerat ca fiind un înaintaș al ideologiei comuniste, precum și noua stemă a statului.[17]
- 2007: Banca Națională a României a emis, în scopuri numismatice, o monedă de aur (cu valoarea nominală de 500 de lei), având titlul de 999‰, într-un tiraj de maximum 250 de exemplare, care îl comemorează pe Nicolae Bălcescu[21]. Moneda cântărește 31,103 grame.[22]
- Cu prilejul împlinirii a 190 de ani de la nașterea lui Nicolae Bălcescu, Banca Națională a României a pus în circulație, la 30 decembrie 2009, trei monede, una de aur (cu valoare nominală de 500 de lei, într-un tiraj de 500 de exemplare), una de argint (cu valoare nominală de 10 de lei, într-un tiraj de 1.000 de exemplare) și alta de tombac cuprat (cu valoare nominală de 1 leu, într-un tiraj de 1.000 de exemplare).[23]